# جانی براون (بازیگر)
جانی براون (انگلیسی: Johnny Brown; ۱۱ ژوئن ۱۹۳۷ – ۲ مارس ۲۰۲۲) بازیگرو خواننده اهل ایالات متحده آمریکا بود.
از فیلم‌ها یا برنامه‌های تلویزیونی که وی در آن نقش داشته‌است می‌توان به مردی به نام آدم، غریبه‌ها در شهر اشاره کرد.